# Masacres del río Richmond
La masacre de Evans Head, también conocida como la masacre de Goanna Headland o Masacres del río Richmond, fue un trágico evento ocurrido en 1842 en Evans Head, Nueva Gales del Sur, Australia, en el que aproximadamente 100 indígenas del pueblo Bundjalung fueron asesinados por colonos europeos con el beneplácito de las autoridades. Este suceso tuvo lugar en un contexto de intensos conflictos entre los colonos europeos y las comunidades aborígenes debido a disputas sobre tierras, recursos y actos de violencia mutua.

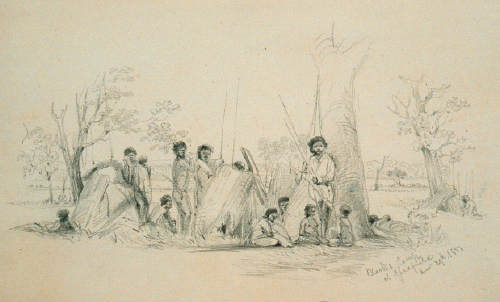
Dibujo a lápiz del pueblo Bundjalung

## Causas del Conflicto
Las causas exactas de la masacre varían según las fuentes. Algunas versiones indican que los colonos perpetraron el ataque en represalia por el robo y la matanza de algunas ovejas por parte de los Bundjalung. Otras sugieren que fue una venganza por la muerte de cinco hombres europeos en el incidente conocido como la tragedia de Pelican Creek en 1842. Durante el ataque, los colonos europeos emboscaron y mataron a unos 100 hombres, mujeres y niños del pueblo Bundjalung, haciendo de este uno de los muchos ejemplos de violencia extrema contra los pueblos aborígenes durante la colonización de Australia.

## Consecuencias
La masacre de Evans Head es un recordatorio trágico de las tensiones y la violencia que marcaron las relaciones entre los colonos europeos y los pueblos aborígenes. Este evento ha dejado una profunda huella en la memoria histórica de las comunidades aborígenes y en la historia de Australia en general. Hoy en día, la masacre es recordada como parte del reconocimiento y la reconciliación con el pasado colonial de Australia y las brutales masacres perpetradas en colaboración con las autoridades.